# Liste der Biografien/Stob
Liste der Biografien |
Portal Biografien |
Personensuche
# |
A |
B |
C |
D |
E |
F |
G |
H |
I |
J |
K |
L |
M |
N |
O |
P |
Q |
R |
S |
T |
U |
V |
W |
X |
Y |
Z |
?
 
Sa |
Sb |
Sc |
Sd |
Se |
Sf |
Sg |
Sh |
Si |
Sj |
Sk |
Sl |
Sm |
Sn |
So |
Sp |
Sq |
Sr |
Ss |
St |
Su |
Sv |
Sw |
Sy |
Sz
 
Sta |
Ste |
Sth |
Sti |
Stj |
Stl |
Sto |
Str |
Sts |
Stt |
Stu |
Stv |
Stw |
Sty
 
Stoa |
Stob |
Stoc |
Stod |
Stoe |
Stof |
Stog |
Stoh |
Stoi |
Stoj |
Stok |
Stol |
Stom |
Ston |
Stoo |
Stop |
Stoq |
Stor |
Stos |
Stot |
Stou |
Stov |
Stow |
Stox |
Stoy |
Stoz
Die Liste der Biografien führt alle Personen auf, die in der deutschsprachigen Wikipedia einen Artikel haben. Dieses ist eine Teilliste mit 66 Einträgen von Personen, deren Namen mit den Buchstaben „Stob“ beginnt.

## Stob

### Stoba
- Stobæus, Kilian (1690–1742), schwedischer Arzt und Naturwissenschaftler
- Stobaios, Johannes, spätantiker Autor und Herausgeber
- Stobart, Kathy (1925–2014), britische Jazzsaxophonistin
- Stobart, Mabel St Clair (1862–1954), britische Frauenrechtlerin und Autorin
- Stobart, Tom (1914–1980), englischer Bergsteiger, Kameramann, Regisseur, Autor und Experte für Kräuter und Gewürze
- Stobaugh, Fred (1917–2016), US-amerikanischer Hobbykomponist
- Stobäus von Palmburg, Georg (1532–1618), katholischer Fürstbischof der Diözese Lavant
- Stobäus, Johann (1580–1646), deutscher Komponist
- Stobäus, Oskar von (1830–1914), deutscher Politiker

### Stobb
- Stobba, Marta (* 1986), polnische Fußballspielerin
- Stobbaerts, Jan (1839–1914), belgischer Maler und Graveur
- Stobbe, Adolf (1906–1956), deutscher Politiker (CDU, DSP, SPD), MdL
- Stobbe, Alfred (1924–2001), deutscher Wirtschaftswissenschaftler und Hochschullehrer
- Stobbe, Dietrich (1938–2011), deutscher Politiker (SPD), MdA, Regierender Bürgermeister von Berlin, MdBDietrich Stobbe (1938–2011)

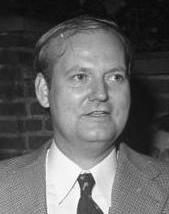
Dietrich Stobbe (1938–2011)

- Stobbe, Heinz-Günther (* 1948), deutscher katholischer Theologe
- Stobbe, Horst (1884–1974), deutscher Buchhändler, Antiquar und Verleger
- Stobbe, Horst (1920–2015), deutscher Hämatologe und Onkologe
- Stobbe, Horst (* 1934), deutscher Ruderer
- Stobbe, Jochen (* 1955), deutscher Politiker (SPD), Bürgermeister von Schwelm
- Stobbe, Johann (1860–1938), deutscher Chemiker
- Stobbe, Johann Heinrich (* 1802), deutscher Genre- und Porträtmaler der Düsseldorfer Schule
- Stobbe, Julius (1879–1952), deutscher Architekt
- Stobbe, Otto (1831–1887), deutscher Rechtswissenschaftler und Hochschullehrer für Privat- und Kirchenrecht
- Stobbe, Wilhelm (1821–1894), deutscher Landschaftsrat, MdHdA
- Stobbs, George R. (1877–1966), US-amerikanischer Politiker
- Stobbs, Jack (* 1997), englischer Fußballspieler

### Stobe
- Stöbe, Hermann (1899–1980), deutscher Rechtshistoriker und Genealoge
- Stöbe, Ilse (1911–1942), deutsche Journalistin und WiderstandskämpferinIlse Stöbe (1911–1942)

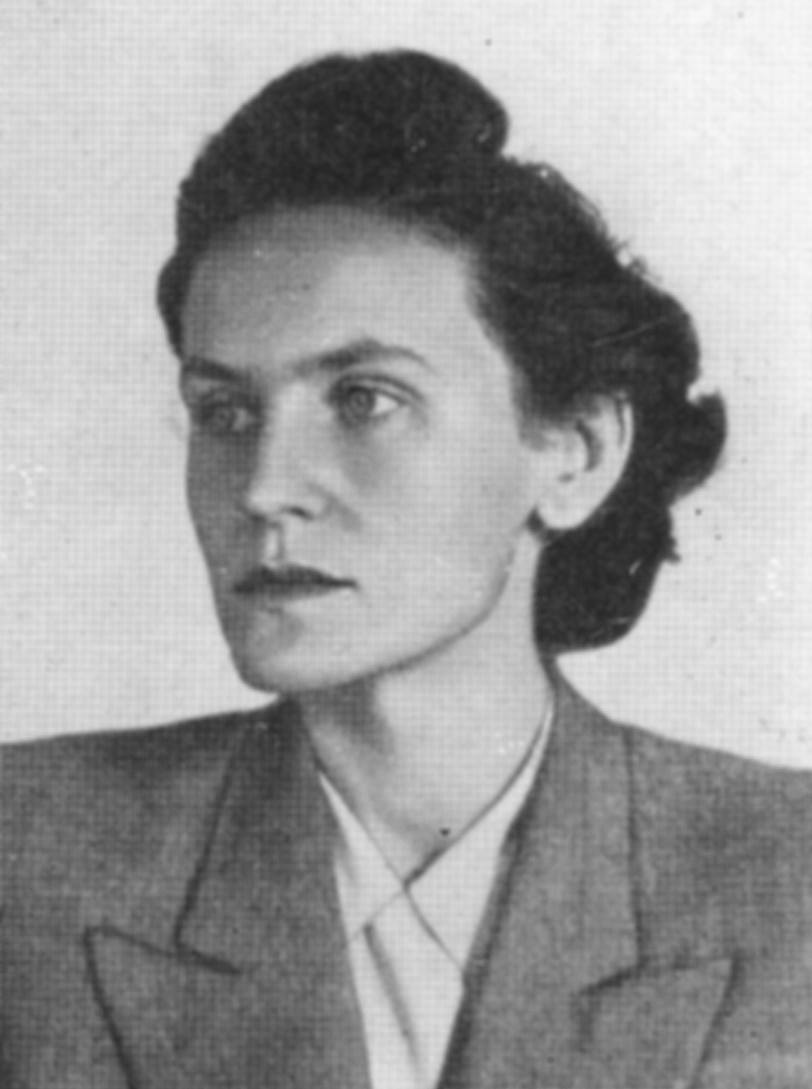
Ilse Stöbe (1911–1942)

- Stöbe, Norbert (* 1953), deutscher Übersetzer und Science-Fiction-Schriftsteller
- Stöbe, Tankred (* 1969), deutscher Mediziner und Buchautor
- Stobenhain, Tilo von († 1386), Bischof von Samland
- Stöber, August (1808–1884), elsässischer Lehrer, Schriftsteller und Heimatforscher
- Stöber, Bernd (* 1952), deutscher Fußballspieler und -trainer
- Stober, Carl Friedrich (1910–2010), deutscher Sportfunktionär
- Stöber, Elias (1719–1778), evangelischer Theologe
- Stöber, Franz (1761–1834), österreichischer Maler
- Stöber, Franz Xaver (1795–1858), österreichischer Kupferstecher, Stahlstecher und Radierer
- Stober, Heidi, amerikanische Sopranistin
- Stöber, Heinz (1920–1982), deutscher Radrennfahrer
- Stober, Johannes (* 1968), deutscher Politiker (SPD), MdL
- Stöber, Karl (1796–1865), deutscher Schriftsteller und evangelisch-lutherischer Geistlicher
- Stöber, Klaus (* 1942), deutscher Basketballfunktionär und Hochschullehrer
- Stöber, Klaus (* 1961), deutscher Politiker (AfD)
- Stöber, Kurt (1928–2016), deutscher Rechtspfleger und Fachbuchautor
- Stöber, Martin (* 1958), deutscher Historiker, Geograf, Publizist, Verleger und Fotograf
- Stöber, Michael (* 1974), deutscher Rechtswissenschaftler und Hochschullehrer
- Stöber, Otto (1902–1990), österreichischer Autor
- Stober, Reinhold (* 1949), deutscher Chirurg
- Stober, Rolf (* 1943), deutscher Rechtswissenschaftler
- Stöber, Rudolf (* 1959), deutscher Kommunikationswissenschaftler
- Stöber, Scott-Vincent (* 1980), deutscher Basketballspieler
- Stöberl, Helmuth (1930–2023), deutscher Segelbootkonstrukteur
- Stöberl, Manuela (* 1980), deutsche Kanutin
- Stöberl, Wilhelm (* 1929), deutscher Orgelbauer
- Stobernack, Dieter (* 1950), deutscher Fußballspieler
- Stoberock, Tim (* 1977), deutscher Politiker (SPD) und Jurist, MdHB

### Stobl
- Stöbling, Ruth (1938–2024), deutsche Übersetzerin und Dolmetscherin

### Stobn
- Stobnicki, Michał (* 1987), polnischer Geistlicher, Mitglied der SSPX

### Stobr
- Stobrawa, Gerlinde (* 1949), deutsche Politikerin (Die Linke), MdL, inoffizieller Mitarbeiter der DDR-Staatssicherheit
- Stobrawa, Ilse (1908–1987), deutsche Schauspielerin und Synchronregisseurin
- Stobrawa, Paweł (* 1947), polnischer römisch-katholischer Geistlicher, Weihbischof in Oppeln
- Stobrawa, Renée (1897–1971), deutsche Schauspielerin und Drehbuchautorin

### Stobs
- Stobs, Shirley (* 1942), US-amerikanische Schwimmerin

### Stobw
- Stobwasser, Albin (1904–1986), deutscher kommunistischer Parteifunktionär und Widerstandskämpfer
- Stobwasser, Hans-Herbert (1885–1946), deutscher Vizeadmiral der Kriegsmarine
- Stobwasser, Johann Heinrich (1740–1829), deutscher Lackwarenfabrikant